# Trådveronika
Trådveronika (Veronica filiformis) är en växtart i familjen grobladsväxter.